# Kleine grijze bladloper
De kleine grijze bladloper (Xylota abiens) is een vliegensoort uit de familie van de zweefvliegen (Syrphidae). De wetenschappelijke naam van de soort is voor het eerst geldig gepubliceerd in 1822 door Meigen.